# زوئی اینکروچی
زوئی اینکروچی (ایتالیایی: Zoe Incrocci؛ ۲۱ سپتامبر ۱۹۱۷ – ۶ نوامبر ۲۰۰۳) یک هنرپیشه، و صدا پیشه اهل ایتالیا بود.
از فیلم‌ها یا برنامه‌های تلویزیونی که وی در آن نقش داشته است می‌توان به زشت، کثیف و بد و بی‌خیال درس اشاره کرد. اینکروچی در سال ۱۹۹۱ برنده جایزه انجمن ملی فیلم ایتالیا بهترین بازیگر نقش مکمل زن شده است.